# Bombardeos de palestinos durante la evacuación de Gaza
Los bombardeos de palestinos durante la evacuación de Gaza fueron una serie de ataques aéreos, llevados a cabo por la Fuerzas de Defensa de Israel el 13 de octubre de 2023, en el curso de la guerra Israel-Gaza de 2023, contra varios convoyes de civiles palestinos que intentaban abandonar el norte de la ciudad de Gaza, el ataque mató a setenta personas, en su mayoría mujeres y niños. Estos ataques tuvieron lugar después de una directiva de evacuación de Israel, que instaba a más de un millón de residentes del norte de Gaza a trasladarse a la parte sur del territorio.

## Antecedentes
Las tensiones aumentaron cuando milicianos palestinos de Movimiento de Resistencia Islámica (Hamás), el grupo que controla Gaza, lanzaron un ataque sorpresa contra Israel. El país Hebreo respondió con una serie de ataques aéreos contra Gaza. Las Fuerzas de Defensa de Israel (FDI) emitieron una advertencia a los residentes de las regiones del norte para que evacuaran antes de una fecha límite específica. Sin embargo, Naciones Unidas consideró que esta orden de evacuación no era práctica de ejecutar de forma segura debido al importante número de personas que afectaba.Además, las calles de Gaza, especialmente en su lado norte están llenas de escombros, tras las destrucciones provocadas por el constante bombardeo israelí, y sólo hay dos rutas de evacuación hacia el sur aprobadas por Israel.

## Ataques aéreos
Los ataques se produjeron en un momento en que Israel ordenó a toda la población del norte de Gaza que se desplazara hacia el sur, lo que obligó a más de un millón de personas a huir de sus hogares. Tras la orden, se sucedieron una serie de ataques aéreos contra los convoyes de evacuación que se dirigían al sur, hacia Gaza, ataques que provocaron al menos setenta muertos, en su mayoría mujeres y niños. Según la oficina de prensa de Hamás, estos ataques aéreos se llevaron a cabo contra vehículos que salían de la ciudad de Gaza y fueron atacados en tres puntos diferentes a lo largo de las dos rutas calificadas como seguras por Israel.

### Autoría
Aunque existen controversias sobre los detalles exactos de los ataques, varias fuentes atribuyen la responsabilidad de los ataques a misiles lanzados por las Fuerzas de Defensa de Israel (FDI). Al analizar el vídeo del evento, el Financial Times informó que «parece descartar la mayoría de las explicaciones aparte de un ataque israelí». El mayor del ejército británico y experto en municiones, Chris Cobb-Smith, afirmó que un misil fue la causa más probable de las explosiones que se ven en los vídeos. Otro experto en municiones, Desmond Travers, consideró que un ataque israelí era la explicación más plausible, aunque no descartó otras posibles explicaciones.
Inicialmente la BBC, informó del suceso sin sugerir quién pudo ser el responsable, aunque, al día siguiente, culpó directamente a las FDI de la matanza. Según, la unidad de verificación de la BBC mujeres y niños murieron en un ataque aéreo contra sus vehículos cuando huían del norte de Gaza, en cumplimiento de las órdenes de evacuación Israelíes. Además comprobaron, a través del estudio de una serie de imágenes del lugar de la explosión, que entre la víctimas mortales había menores algunos de entre 2 y 5 años de edad. El ataque se produjo en la calle Salah-al-Din, una de las dos rutas de evacuación del norte de Gaza hacia el sur.
Israel dijo que estaban estudiando el incidente pero acusó a Hamás de bloquear la evacuación de los palestinos para utilizarlos como «escudos humanos», algo que el grupo palestino negó.

## Reacciones
La agencia de noticias oficial palestina (Wafa) calificó el ataque como «una nueva masacre».
La Media Luna Roja Palestina, una organización médica, dijo: «No nos hemos ido ni nos iremos». Y añadió: «Nuestros médicos llevarán a cabo sus deberes humanitarios. No dejaremos que la gente se enfrente sola a la muerte».